# Bibliothèque nationale d'Inde
La Bibliothèque nationale d'Inde est la bibliothèque nationale de la République de l'Inde, servant de dépôt légal de tout ce qui est publié dans le pays et dépendant du ministère de la Culture. Née en 1836 comme bibliothèque privée, la Calcutta public library, et installée au Metcalfe Hall, à Calcutta, elle devient bibliothèque impériale officielle en 1903 lorsque plusieurs institutions similaires sont amalgamées en une seule grande bibliothèque. 
Après l'indépendance de l'Inde en 1947, elle est transférée à Alipore (Calcutta), au palais du Belvédère (Belvedere Estate) ancienne résidence du gouverneur des Indes, où elle est rouverte au public, en 1953, comme « Bibliothèque nationale d'Inde ».   
Avec une collection de plus de 2,2 millions de livres, elle est la plus grande bibliothèque d'Inde.  